# Giambattista Scirè
Giambattista Scirè (Vittoria, 1975) è uno storico italiano.

## Biografia
Laureatosi in Storia contemporanea all'Università di Firenze, ha ottenuto poi un dottorato in studi storici per l'età moderna e contemporanea ed è stato assegnista di ricerca al dipartimento di studi storici e geografici di Firenze.
I suoi interessi si rivolgono in particolare all'Italia del secondo dopoguerra, al rapporto tra cattolici e laici e tra intellettuali e politica, al versante di diritti civili e alla storia della globalizzazione. Dopo aver vinto, a seguito di un ricorso alla giustizia amministrativa, un concorso per ricercatore all'Università di Catania, ha dato vita, il 10 novembre 2017, all'associazione Trasparenza e merito. L'università che vogliamo.

## Opere
- La democrazia alla prova. Cattolici e laici nell'Italia repubblicana degli anni cinquanta e sessanta, Carocci, Roma, 2005 ISBN 88-430-3375-1
- (con G. Gozzini) Il mondo globale come problema storico, Archetipolibri, Bologna, 2007 ISBN 978-88-89891-13-1
- Il divorzio in Italia. Partiti, Chiesa, società civile dalla legge al referendum, Bruno Mondadori, Milano, 2007 ISBN 978-88-6159-033-5
- Poste: dal cavallo a internet. Storia illustrata dei servizi postali italiani, Giunti, Firenze, 2008 ISBN 978-88-09-06056-2
- L'aborto in Italia. Storia di una legge, Bruno Mondadori, Milano, 2008 ISBN 978-88-6159-147-9
- Gli indipendenti di sinistra. Una storia italiana dal Sessantotto a Tangentopoli, Ediesse, Roma, 2012 ISBN 978-88-230-1705-4
- Mala università. Privilegi baronali, cattiva gestione, concorsi truccati. I cari e le storie, Chiarelettere, Milano, 2021 ISBN 978-88-3296-391-5
- L'uomo del dialogo. Mario Gozzini oltre gli steccati tra cristianesimo e comunismo, Marietti, Bologna, 2024 ISBN 9788821113628
- Laicità tradita. La revisione dei patti tra Stato e Chiesa in Italia (1967-1984), Carocci, Roma, 2025 ISBN 978-88-290-3097-2